# Božidar Gorše
Božidar Gorše (Trst, 9. kolovoza 1918. − Zagreb, 26. rujna 1994.) je hrvatski violinist i orkestralni komorni glazbenik. Brat Bogomira Gorše.

## Životopis
Rodio se je u Trstu 1918. godine. Diplomirao kod P. Stojanovića na Muzičkoj akademiji u Beogradu. Bio je koncertni majstor u operi u Rijeci i u Zagrebačkoj filharmoniji. Svirao kao solist i u gudačkim kvartetima u Rijeci i Beogradu.